# Leverflundror
Leverflundror är parasiter i klassen Trematoda. De är inte närmare släkt med varandra.
I Sverige finns två arter.
- Stora leverflundran (Fasciola hepatica).
- Lilla leverflundran (Dicrocoelium dendrictum).

Som namnet antyder finns parasiterna i levern, där de kan orsaka svårartade inflammationer.
Stora leverflundrans larv använder en sumpsnäcka som mellanvärd, medan lilla leverflundran behöver två mellanvärdar, en landsnäcka och därefter en myra.